# ذا ليجند أوف زيلدا: فانتوم آورغلاس
ذا ليجند أوف زيلدا: فانتوم آورجلاس (باليابانية: ゼルダの伝説 夢幻の砂時計، زيرودا نو دينسيتسو: موغن نو سونادوكي، أسطورة زيلدا: الساعة الرملية الشبحية) هي اللعبة الرابعة عشرة في سلسلة أسطورة زيلدا. وهي تتمة للعبة موقظة الرياح عام 2002 على جيم كيوب، وتم تطويرها من قبل فريق نينتندو إنترتينمنت للتحليل والتنمية وأطلقت على نظام نينتندو دي إس. أصدرت اللعبة في اليابان في يونيو 2007. في أمريكا الشمالية، وأستراليا، وأوروبا في أكتوبر 2007؛ وفي كوريا في أبريل 2008.
تتميزت اللعبة برسومات سل ثلاثية الأبعاد مع وجهة نظر فوقية، ويتم التحكم عن طريق الشاشة التي تعمل باللمس والميكروفون، وتستفيد من اتصال نينتندو على الواي فاي للعب على الإنترنت. تستمر قصة اللعبة بعد أحداث موقظة الرياح، مع التركيز على رحلة لينك لإنقاذ صديقته تيترا من العدو، بيلوم، بمساعدة النقيب لاينبيك.
لقيت اللعبة استحسان عامة النقاد. وقد أشادوا بأسلوب التحكم، في حين ركزت الانتقادات على نواحي الإنترنت، والتي اعتبرت بسيطة للغاية. تلقت اللعبة على العديد من جوائز ألعاب الفيديو، بما في ذلك لعبة نينتندو دي إس للسنة جائزة من مواقع جيم سبوت، جيم سباي، آي جي إن. وكانت أكثر الألعاب مبيعا في الشهر الأول من إطلاقها في اليابان، وبيع منها 302,887 وحدة. في الولايات المتحدة، وكان خامس أكثر الألعاب مبيعا في الشهر الأول لإطلاقها، وبيع منها 262,800 وحدة. تم بيع 4,130,000 وحدة منها في جميع أنحاء العالم بحلول مارس 2008.